# Euphyllia plicata
Espèce
Statut CITES
Euphyllia plicata est une espèce de coraux appartenant à la famille des Euphylliidae.